# Місія Кріпса
Місія Кріпса (англ. Cripps' mission ) — спроба британського уряду домогтися індійського співробітництва та підтримки у Другій світовій війні. Місію очолював сер Стаффорд Кріппс (лівий міністр уряду при прем'єр-міністрі Уінстоні Черчіллі).

## Суть місії
Британський уряд хотів отримати допомогу індійського народу у Другій світовій війні. Розбіжності у поглядах між двома основними релігійними громадам країни були невигідні британцям.

## Важливі моменти декларації
- Загальні вибори у Британській Індії будуть організовані одразу після закінчення Другої світової війни.
- Індія стане домініоном під владою Великобританії.
- Ті провінції, що не захочуть вступити в домініон, зможуть створити власні окремі союзи.
- Меншості будуть захищені.

## Підсумок
Індійський національний конгрес та Мусульманська ліга відхилили пропозиції британців. Мухаммад Алі Джинна був проти цього плану, оскільки він не передбачав створення Пакистану. Таким чином, Місія Кріпса провалилася.